# Вудкрафт

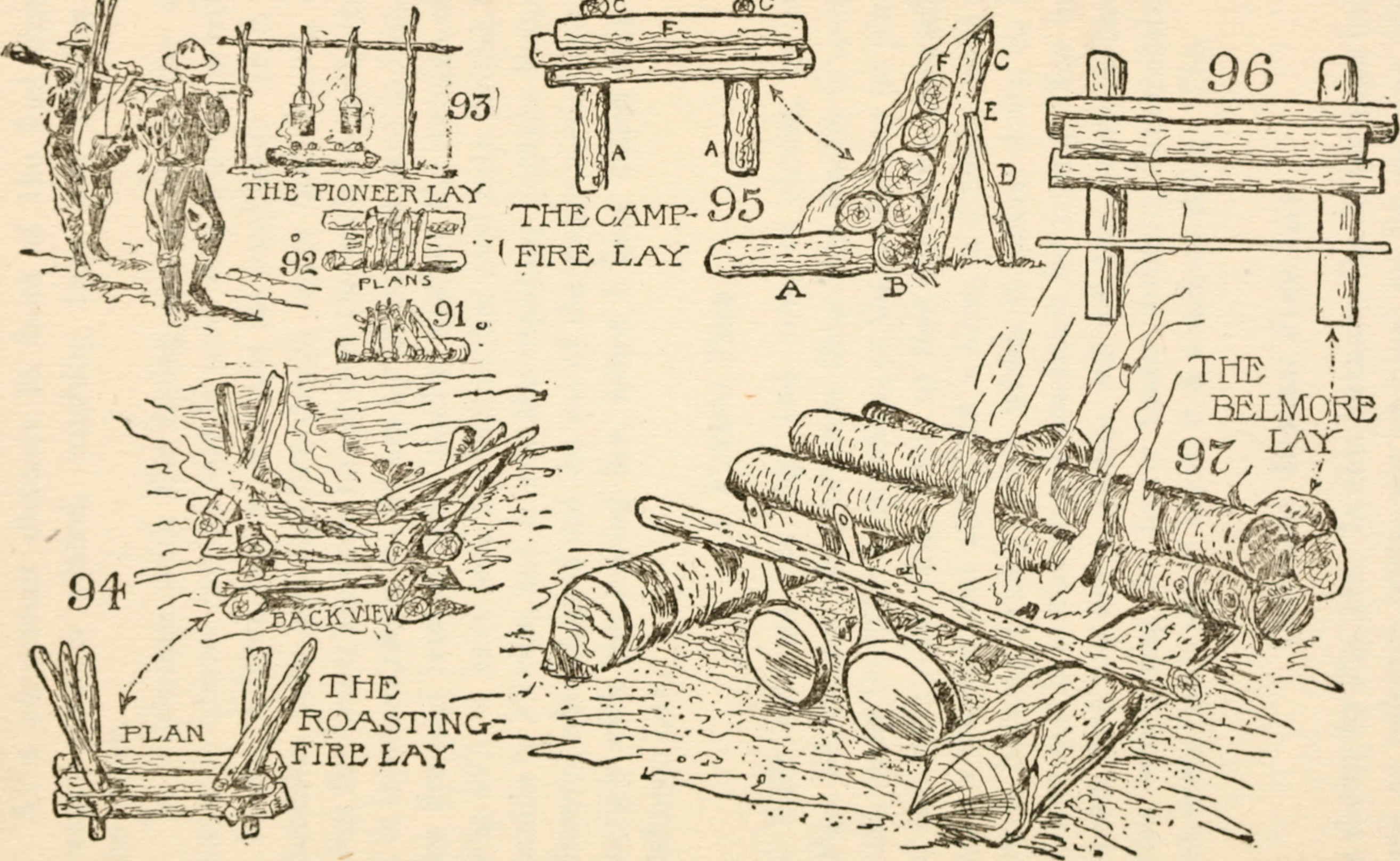
Інструкції з багаття з Посібник для американських хлопчиків з таборування і вудкрафту (1920)

Вудкрафт (від англ. woodcraft, де wood — ліс, та craft — майстерність, навичка, ремесло, також вживають термін woodlore) — термін, що  позначає набір навичок для  життя та виживання у лісі — наприклад, полювання, риболовля, кемпінг — як на короткостроковий, так і на довгостроковий період. Традиційно вудкрафт відноситься до натурального способу життя пов'язаному з полювання-збиральництвом. Останнім часом в розвинених країнах вудкрафт почав більше стосуватись рекреаційного відпочинку на природі або технік виживання.

## Техніки
Неповний перелік рекреаційних технік вудкрафту може включати знання про особливості дикої природи, ідентифікацію та використання диких рослин і тварин (особливо для їжі), приготування їжі на багатті, орієнтування на місцевості (включаючи навички походів і використання карт та компаса), розведення вогню (включаючи заготівлю дров), вибір і підготовка місця для кемпінгу, техніка кріплення та вузлів, використання наметів та надання першої допомоги в умовах дикої природи.

## Контексти та значення
Скаутський рух визначає техніку вудкрафту як основний набір навичок, що відоме у світі як скаутське мистецтво.
У військових Сполучених Штатах техніку вудкрафту викладають як частину навчання SERE (Survival, Evasion, Resistance and Escape — Виживання, Ухилення, Опір і Втеча).
Традиційні вироби з дерева мають своє особливе значення в американському фольклорі, особливо в тому, що стосується періоду раннього Фронтиру.